# 1941/Vince sempre l'amore
1941/Vince sempre l'amore è il terzo singolo del cantautore italiano Edoardo Bennato, pubblicato nel 1970.

## Descrizione
Per il terzo singolo di Bennato, secondo con la Numero Uno, Alessandro Colombini propose per il lato A, una cover di 1941 del californiano Harry Nilsson, tradotto da Mogol, registrato e arrangiato da Detto Mariano. Sul lato B, Colombini decise di mettere una delle canzoni che tante volte Bennato aveva provato presso gli studi della Numero Uno, i cui titoli provvisori furono Believe me baby ed Everybody, ma che dopo gli aggiustamenti di Mogol divenne definitivamente Vince sempre l'amore. Con Bennato alla 12 corde suonarono I Quelli e la Formula 3.
Entrambi i pezzi furono poco pubblicizzati ed esclusi dalle varie manifestazioni canore come, Cantagiro, Un disco per l'estate, Festivalbar o Canzonissima.

Il brano 1941 fu cantato da Edoardo nella trasmissione Rai Incontro con Bruno Lauzi anch'egli passato alla Numero Uno e fu inciso sul CD Collezione Numero Uno una raccolta di brani della casa discografica. Nella stessa trasmissione cantò il brano Occhi blu mai inciso su disco, in cui oltre alla chitarra suonò armonica, tamburello a pedale e kazoo.

I brani di questo 45 giri, così come il precedente ed il successivo incisi per la Numero Uno, sono stati ristampati in CD in tiratura limitata dal mensile specializzato "Raro!", all'inizio degli anni novanta, riproducendo le tre diverse copertine.

## Tracce
Lato A
1. 1941 – 2:26 (Alessandro Colombini, Mogol, Harry Nilsson)

Lato B
1. Vince sempre l'amore – 3:53 (Edoardo Bennato, Alessandro Colombini)